# Pułk Osłonowy „Wołkowysk”
Pułk Osłonowy Kawalerii „Wołkowysk” – oddział kawalerii Wojska Polskiego w II Rzeczypospolitej improwizowany w trakcie kampanii wrześniowej 1939 roku.

## Formowanie grupy/ pułku
W ramach I rzutu mobilizacji powszechnej w szwadronach zapasowych: 1 pułku ułanów Krechowieckich, 2 pułku ułanów Grochowskich, 10 pułku ułanów Litewskich i 9 pułku strzelców konnych stacjonujących w Białymstoku sformowano szwadrony marszowe przewidziane do I uzupełnienia swoich pułków. Szwadrony marszowe osiągnęły gotowość w dniach 4-5 września. Z uwagi na przełamanie frontu polskiego na Narwi, od 6 września szwadrony marszowe zajęły stanowiska obronne na przedpolach Białegostoku od strony północnej i zachodniej. Pierwsze potyczki stoczyły z nadciągającymi jednostkami niemieckimi osłaniając miasto w dniach 12-15 września 1939 roku. Następnie pododdziały marszowe ułanów i strzelców konnych wycofały się w kierunku Wołkowyska i Grodna. W trakcie marszu po upadku Białegostoku, dowództwo nad wycofującymi się szwadronami marszowymi przejął sukcesywnie oficer ze sztabu OK III w Grodnie rtm. Ryszard Wiszowaty. Tworząc zgrupowanie pod nazwą Grupa Osłonowa Kawalerii rtm. Wiszowatego, potem pułk osłonowy kawalerii. Grupa/pułk osiągnął liczebność nieco ponad 400 żołnierzy.

## Walki pułku/grupy osłonowej kawalerii
Po dotarciu pułku w rejon Wołkowyska rtm. Wiszowaty podporządkował się rozkazom dowódcy „Rejonu Obrony Wołkowyska” gen. bryg. st. sp. Wacławowi Przeździeckiemu. Z uwagi na stopień zorganizowania zmobilizowanych już wcześniej szwadronów, pułk przejął zadania osłony formujących się dopiero jednostek kawalerii ze Zgrupowania Ośrodków Zapasowych Suwalskiej, Podlaskiej i częściowo Wileńskiej Brygad Kawalerii, od strony Białegostoku. W dniu 15 września z trzech plutonów marszowych 3, 4 i 14 dywizjonów artylerii konnej, zmobilizowanych przez 14 dywizjon artylerii konnej, sformowano 5 szwadron artylerzystów konnych. Szwadrony ponownie wyruszyły w kierunku Białegostoku, celem prowadzenia dywersji na tyłach niemieckich. Jednak 16 września wieczorem ponownie zostały zawrócone z drogi celem powrotu do rejonu koncentracji wojsk w rejonie Zaniemeńska. 18 września w Zaniemeńsku do pułku osłonowego dołączyła Kwatera Główna Suwalskiej BK dowodzona przez mjr st. sp. Janusza Korczyńskiego.
Na rozkaz dowódcy Grupy Operacyjnej tego dnia kawaleria rtm. Wiszowatego pomaszerowała w kierunku Skidla. W trakcie marszu we wsi Dubno szwadrony napotkały opór komunistycznej grupy dywersyjnej, który po walce około godz.21.00 zlikwidowano. O godz. 3.00 19 września kawalerzyści wkroczyli do płonącego Skidla, spacyfikowanego wcześniej przez załogę Grodna. Pułk zajął w mieście i na przedpolach obronę przed zbliżającymi się od strony Mostów zagonem pancerno-motorowym Armii Czerwonej. O godz.7.00 w Skidlu ponownie wybuchła rebelia, a szwadrony będące w mieście skutecznie ją stłumiły. 20 września w godz.10.00-16.00 pułk toczył przy użyciu granatów i jedynego działonu artylerii konnej walkę z atakującymi 14 czołgami wroga i pododdziałem piechoty zmotoryzowanej. Przed walką zniszczono wszystkie mostki na rzeczkach Skidlinynce i Kotra. W wyniku ciężkiego boju pułku osłonowego zniszczono 6 czołgów sowieckich, stoczono następnie dwugodzinny bój o Skidel. Pułk utracił poległych 4 oficerów i 20 kawalerzystów, wielu było rannych. Po walce szwadrony pułku wycofały się w kierunku Grodna. 
W walkach w obronie Grodna pułk osłonowy 21 września walczył w północnej części miasta, niszcząc środkami podręcznymi 4 czołgi sowieckie. W godzinach popołudniowych sowiecka broń pancerna zaatakowała większość koniowodnych pułku zabijając podoficera i 20 kawalerzystów oraz rozpędzając konie. Spieszeni kawalerzyści wycofali się z okolic miasta i przeprawili się przez rzekę Niemen w miejscowości Hoża, jedynie 80 osobowy zbiorczy szwadron konny pod dowództwem ppor. rez. Jana Kühna dołączył do oddziału KG Suwalskiej BK. Noc 21/22 września pozostałość piesza pułku osłonowego zbierała się i odpoczywała w Szymkowcach, a szwadron konny w Klimowszczyznie. Rano szwadron konny ppor. rez. Jana Kühna stoczył walkę we wsi z podjazdem pancernym, z której został wyparty, a szwadrony piesze odparły wroga z Szymkowic. Szwadron konny wraz z oddziałem konnym mjr. st. sp. Korczyńskiego odrzuciły ten podjazd niszcząc 1 pojazd pancerny i dwa ciężarowe. Pomaszerował przez Kalety i Stanowisko, dotarł do lasów w rejonie Zelwy, po stoczeniu potyczki z podążającym za oddziałem podjazdem pancernym. Rano 23 września szwadron konny z oddziałem mjr. st. sp. Korczyńskiego przeszedł granicę polsko-litewską. Większość szwadronów pułku przeszła granicę polsko-litewską razem z siłami głównymi Rezerwowej BK „Wołkowysk” 23 września w godzinach popołudniowych tocząc do końca potyczki z patrolami wroga. Pododdział 36 kawalerzystów z rtm.  Wiszowatym przekroczył granicę 26 września.

## Obsada ważniejszych stanowisk dowódczych
- Dowódca grupy/pułku - rtm. Ryszard Wiszowaty
- dowódca 1 szwadronu (szwadron marszowy 1 p uł.) – por. rez. Mieczysław Młynarski (do +19 IX)[8], potem rtm. Stefan Krzyżanowski
  - dowódca I plutonu - ppor. rez. Jan Kühn[9]
  - dowódca II plutonu - ppor. rez. Zbigniew Kretkowski[9]
  - dowódca III plutonu - ppor. rez. Wiktor Henoch[9]
- dowódca 2 szwadronu (szwadron marszowy 10 p uł.) – por. rez. Włodzimierz Wasilewski[8]
- dowódca 3 szwadronu (szwadron marszowy 2 p uł.) – por. rez. Mieczysław Zembrzucki[8]
- dowódca 4 szwadronu (szwadron marszowy 9 psk) – por. rez. Józef Krieger (do + 20 IX)[10]
- dowódca 5 szwadronu (plutony marszowe 3, 4 i 14 dak) – ppor. rez. Kazimierz Liszewski (do +20 IX)[10][11]